# Naples (Maine)
Naples és una població dels Estats Units a l'estat de Maine (EUA). Segons el cens del 2000 tenia 3.274 habitants.

## Demografia
Segons el cens del 2000, Naples tenia 3.274 habitants, 1.297 habitatges, i 931 famílies. La densitat de població era de 39,8 habitants/km².
Dels 1.297 habitatges en un 32,1% hi vivien nens de menys de 18 anys, en un 58,6% hi vivien parelles casades, en un 8,3% dones solteres, i en un 28,2% no eren unitats familiars. En el 21,7% dels habitatges hi vivien persones soles el 8,9% de les quals corresponia a persones de 65 anys o més que vivien soles. El nombre mitjà de persones vivint en cada habitatge era de 2,52 i el nombre mitjà de persones que vivien en cada família era de 2,9.
Per edats la població es repartia de la següent manera: un 24,6% tenia menys de 18 anys, un 5,6% entre 18 i 24, un 29,8% entre 25 i 44, un 25,3% de 45 a 60 i un 14,7% 65 anys o més.
L'edat mediana era de 40 anys. Per cada 100 dones de 18 o més anys hi havia 97,2 homes.
La renda mediana per habitatge era de 38.141 $ i la renda mediana per família de 40.825 $. Els homes tenien una renda mediana de 31.458 $ mentre que les dones 24.596 $. La renda per capita de la població era de 18.176 $. Entorn del 6,9% de les famílies i el 7,6% de la població estaven per davall del llindar de pobresa.